# Natálie Dejmková
Natálie Dejmková (* 15. September 1996 in Liberec) ist eine ehemalige tschechische Skispringerin.

## Werdegang
Dejmková, die für den Verein SK Ještěd Liberec startet, gab ihr internationales Debüt im Alter von nur 12 Jahren im Rahmen des Skisprung-Continental-Cup am 3. Oktober 2008 in ihrer Heimatstadt Liberec. Als bis dahin jüngste Teilnehmerin überhaupt bekam sie drei Monate später einen Startplatz für die Nordischen Skiweltmeisterschaften 2009. Im Training stürzte sie jedoch so schwer, dass sie im späteren Wettbewerb nicht antreten konnte.
Ein Jahr später verpasste sie als 33. auf gleicher Schanze nur knapp ihre ersten Continental-Cup-Punkte. Bei der Nordischen Junioren-Skiweltmeisterschaft 2011 im estnischen Otepää erreichte sie Rang 50 von der Normalschanze.
Bei den Olympischen Jugend-Winterspielen 2012 in Innsbruck sprang Dejmková auf Rang sechs im Einzelspringen. Im Mixed-Team-Springen wurde sie gemeinsam mit Tomáš Portyk und Tomáš Friedrich Rang acht. Vier Wochen später gewann sie beim Continental-Cup-Springen in Liberec mit Rang 24 ihre ersten Continental-Cup-Punkte.
Im Februar 2012 startete Dejmková bei den Nordischen Junioren-Skiweltmeisterschaften im türkischen Erzurum. Nach einem 21. Platz im Einzelspringen, verpasste sie mit der Mannschaft im Teamwettbewerb als Vierte nur knapp eine Medaille.
Am 9. März 2012 gab sie ihr Debüt im Skisprung-Weltcup und gewann auf Anhieb mit Rang 29 ihre ersten zwei Weltcup-Punkte. Am Ende belegte sie mit diesen Punkten Rang zwei der Weltcup-Gesamtwertung der Saison 2011/12.
Im Sommer 2012 konnte sie an den Erfolg vom Saisonende nicht anknüpfen und verpasste beim Skisprung-Grand-Prix in Courchevel und in Hinterzarten die Punkteränge deutlich. Zur Saison 2012/13 wurde Dejmková nicht gemeldet. Lediglich beim Europäischen Olympischen Winter-Jugendfestival 2013 in Brașov trat sie an und gewann mit der Mannschaft das Teamspringen, nachdem sie im Einzel Rang 11 erreicht hatte. Anschließend trat Dejmková nicht mehr bei Wettbewerben an.

## Statistik

### Weltcup-Platzierungen
| Saison  | Platz | Punkte |
| ------- | ----- | ------ |
| 2011/12 | 50.   | 02     |

### Continental-Cup-Platzierungen
| Saison  | Platz | Punkte |
| ------- | ----- | ------ |
| 2011/12 | 65.   | 07     |